# مطار البرمة
مطار البرمة: هو مطار نفطي تونسي يخدم خصيصا حقل نفط البرمة، أي الطائرات التي تهتم بالطاقم العامل والنفط والمؤن، يقع في الجنوب التونسي في ولاية تطاوين.

رمز الاياتا هو EBM ورمز الايكاو هو DTTR.

## مقالات ذات صلة
- قائمة مطارات تونس

## روابط خارجية
- مطار البرمة على موقع خرائط غوغل.